# Гіперглікемічна кома
Гіперглікемічна кома — стан, який порівняно повільно розвивається і пов'язаний з підвищенням рівня глюкози в крові при цукровому діабеті і накопиченням токсичних продуктів перетворення. У світовій медицині відомий як діабетичний кетоацидоз (англ. diabetic ketoacidosis).

## Причини
Що провокує гіперглікемічну (діабетичну) кому: Безконтрольне лікування цукрового діабету з недостатнім введенням інсуліну. Відмова від застосування інсуліну. На початковій стадії цукрового діабету, коли хворий ще взагалі не знає про своє захворювання, до діагнозу, як правило, починає розвиватися діабетична (гіперглікемічна) кома. Різні похибки у харчуванні, травми та інфекційні захворювання можуть спровокувати у хворих на цукровий діабет розвиток діабетичної (гіперглікемічної) коми. Настає, коли цукровий діабет тривало протікає з малою симптоматикою і хворий не отримує інсулін або отримує малі дози.

## Клінічні ознаки
Прояви гіперглікемічної (діабетичної) коми: наростаюча слабкість, спрага, втрата апетиту, часте сечовипускання, сонливість, почервоніння шкіри, прискорене дихання — на початковому етапі.
Потім — втрата свідомості, втрата шкірної чутливості, можливі посмикування кінцівок, судоми, зниження тонусу очних яблук (при натисканні очне яблуко «м'яке»), низький артеріальний тиск, запах ацетону при диханні.
Усі прояви за відсутності лікування здатні прогресувати аж до смерті хворого.

## Лікування
Лікування гіперглікемічної (діабетичної) коми: прекоматозний і коматозний стан хворих на цукровий діабет вимагає їхньої невідкладної госпіталізації. Комплексне лікування коми включає відновлення дефіциту інсуліну, боротьбу з дегідратацією, ацидозом, втратою електролітів. У початкову стадію діабетичної коми необхідно в першу чергу ввести інсулін. Вводять тільки кристалічний (простий) інсулін і в жодному разі не препарати пролонгованої дії. 
Упродовж першої години вводиться внутрішньовенно струминно 10-14 ОД інсуліну короткої дії. Інсулін короткої дії у розрахунку  0,1 ОД/кг/год в/в вводиться на ізотонічному розчині хлориду натрію до зниження рівня глюкози в крові до 14 ммоль/л, використовуючи насос чи перфузор. Якщо таку інфузійну систему встановити неможливо, вводиться інсулін короткої дії з розрахунку 0,25-1 ОД/кг в/м кожні 2-4 години. У подальші години до зниження рівня глюкози в крові до 14 ммоль/л) вводиться інсулін короткої дії по 4-8 ОД/годину в/в безперервно за допомогою перфузора або в краник чи гумку інфузійної системи. Якщо упродовж 2 годин лікування рівень глюкози в крові знизити не вдалося, дозу інсуліну слід збільшити вдвічі, при цьому рівень глюкози не має знижуватися більше ніж на 5,5 ммоль/годину.
У зв'язку з порушенням периферичного кровообігу при розвитку серцево-судинної недостатності в період діабетичної коми сповільнюється всмоктування введених препаратів з підшкірної клітковини, тому половину першої дози інсуліну, слід вводити внутрішньовенно струмінно на 20 мл ізотонічного розчину хлориду натрію. Хворим похилого віку вводити інсулін обережно через можливість розвитку коронарної недостатності.
Надалі інсулін вводять кожні 2 години. Дозу підбирають залежно від рівня глюкози крові. Якщо через 2 год вміст глюкози в крові збільшилася, то дозу введеного інсуліну збільшують удвічі. Загальна кількість інсуліну, що вводиться при діабетичної коми, коливається від 400 до 1000 ОД на добу. Поряд з інсуліном слід вводити глюкозу, яка надає антикетогенну дію. Починати введення глюкози рекомендується після того, як рівень її в крові під впливом інсуліну починає падати. Вводять 5 % розчин глюкози внутрішньовенно крапельно. Для відновлення втраченої рідини і електролітів внутрішньовенно крапельно вводять 1-2 л на годину ізотонічного розчину хлориду натрію у поєднанні з 15-20 мл 10 % розчину хлориду калію, підігрітого до температури тіла. Всього вводять 5 — 6 л рідини в добу-хворим старше 60 років, а також при наявності серцево-судинної недостатності — не більше 2-3 л. Для боротьби з метаболічним ацидозом вводять внутрішньовенно крапельно 200—400 мл 4-8 % розчину свіжоприготованого гідрокарбонату натрію, який не можна змішувати з іншими розчинами. Показано внутрішньовенне введення 100—200 мг кокарбоксилази, 3-5 мл 5 % розчину аскорбінової кислоти. Для відновлення гемодинамічних розладів призначають серцеві глікозиди (1 мл 0,06 % розчину коргликона внутрішньовенно), підшкірно або внутрішньовенно вводять 1-2 мл 20 % розчину кофеїну або 2 мл кордіаміну.